# Spoorlijn Aarhus - Hov
De spoorlijn Århus - Hov (Deens: Odderbanen) is een lokale spoorlijn in het oosten van het schiereiland Jutland in Denemarken.

## Geschiedenis
De spoorlijn werd op 19 juni 1884 in gebruik genomen door de Hads-Ning Herreders Jernbane (HHJ) en liep vanaf Aarhus in zuidelijke richting naar Odder en Hov. De verbinding tussen Odder en Hov werd op 22 mei 1977 opgeheven.

## Huidige toestand
In 2008 is HHJ met Vemb-Lemvig-Thyborøn Jernbane (VLTJ) gefuseerd tot Midtjyske Jernbaner (MJ), waarna de exploitatie van Odderbanen door MJ wordt voortgezet. Per 1 oktober 2011 werd de exploitatie overgenomen door DSB Aarhus Nærbane A/S. Vanaf 11 december 2011 zal DSB Aarhus Nærbane doorgaande treinen tussen Grenaa via Ryomgård en Århus Hovedbanegård naar Odder inzetten. Sinds 2012 worden treinen van het type MQ ingezet.